# アニメ・エキスポ
アニメ・エキスポ（Anime Expo、略称AX）は、非営利団体、日本アニメーション振興会（SPJA）によって行われるアメリカのアニメコンベンションである。北米最大のアニメコンベンションとして有名であり、日本とアメリカのアニメ企業と親密な関係があることから、人気のゲストを呼ぶことでも知られている。
まれな例外を除いては、このコンベンションは伝統的に7月4日の週末に4日間開催される。2009年以降はロサンゼルス・コンベンション・センターを会場としているが、過去にはアナハイム、サンノゼ、ニューヨーク、東京などでも行われた。

## イベント・プログラム
アニメ・エキスポはコンベンション中多くのプログラムが行われ、来場者が参加できるゲスト・パネル、卓上ゲーム、大会、ゲームセンター、コンサートなどがある。その中でも一際人気なのがマスカレード・コスプレ・コンテスト、アニメ・ミュージック・ビデオ大会、バトル・オブ・バンド、そしてSPJAによるチャリティーオークション。更に、アニメ・エキスポは多くのゲスト・オブ・オナー（GoH）を毎年招待し、人気アーティストが大きなコンサートも開ている。また、アニメ・エキスポでは企業やファンによって開かれるものも含め、様々な種類のパネル、ワークショップ、イベントが行われる。その上会場では一日中アニメを流すフィルム／ビデオルームも多数用意されている。
他のコンベンション同様、アニメ・エキスポは参加者が数多くの多様な商品を購入できる大きな展示場ホールもある。この展示場ホールにはファンによって作られたアート作品や、ウィッグ、ピンバッヂ、コスプレ関連の商品なども購入できるアーティスト・アリーもある。

## コンベンションの歴史

### 歴史
毎年増えるアメリカのアニメファンや有名な日本からのゲストを呼ぶことで、このコンベンションは大きく成長し人気を得た。現在アニメ・エキスポは北米最大のアニメ・コンベンションとして認められ、2003年以外（この年は僅かな差により東海岸のコンベンション、オタコンに負ける）は常にアメリカで一番参加者を集めるコンベンションとして北米アニメ業界を支えてきた。1992年に1,750名しかいなかった参加者も2011年には47,000名と増えている。

### コンベンション会場
参加者数（概数）で二段になっている上段は参加者実数・下段（括弧内は延べ人数）
| 日付                                                  | 会場                                                                                             | 参加者数                  | ゲスト |
| ----------------------------------------------------- | ------------------------------------------------------------------------------------------------ | ------------------------- | --- |
| 1992年7月3–6日                                        | レッド・ライオン・ホテル カリフォルニア州サンノゼ                                                | 1,750人                   | ジェリー・ベック、L・ロイス・ブハイルス、ベン・ダン、ロバート・フェネロン、リア・ヘルナンデズ、堀淵清治、ケン・イヤドミ、ショーン・クレックナー、トリッシュ・レドウックス、カール・メイセック、ルーク・メニチェリ、美樹本晴彦、中沢啓治、ロバート・ナプトン、ジョン・オードンネル、クラウデ・J・ペレティエー、デビット・リディック、フレッド・スコッド、寺沢武一、ジェフ・トンプソン、富野由悠季、スティーブ・ワン、ロバート・ウッドヘッド、吉田寿史 |
| 1993年7月2-4日                                        | パーク・オークランド・ホテル オークランド・コンベンション・センター カリフォルニア州オークランド | 1,693人                   | 雨宮慶太、ロバート・デ・ジーザス、ドン・ドリン、ロバート・フェネロン、ピーター・ゴル、ケンジ・ゴトー、デイビット・ホー、堀淵清治、レオ・ホービッズ、今川泰宏、伊藤純子、麻宮騎亜、北爪宏幸、小林まこと、スティーブ・カイト、トリッシュ・レドウック、カール・メイセック、ヘレン・マッカーシー、美樹本晴彦、ロバート・ナプトン、韮沢靖、マーティン・オウレッテ、ウィル・オーバートン、クラウデ・J・ペレティエー、ジェフ・ピジョン、フレッド・シュッド、ジャン・スコット・フライザー、田原正聖、竹谷隆之、吉田寿史 |
| 1994年7月1-3日                                        | アナハイム・マリオット・ホテル アナハイム・コンベンション・センター カリフォルニア州アナハイム   | 2,057人                   | アーレン・ハスティングス、河森正治、まつもと泉、ジャン・スコット・フライザー、高梨実、結城信輝 |
| 1995年6月30日-7月2日                                  | ロサンゼルス空港・ヒルトン カリフォルニア州ロサンゼルス                                          | 2,138人                   | エイミー・チア、デンジャー・プロダクション、アーレン・ハスティングス、レオ・ホービッズ、池口和彦、石黒昇、ジェイ・ミアオ、美樹本晴彦、大畑晃一、大西信之、ジャン・スコット・フライザー、月村了衛、うるし原智志、よしもときんじ |
| 1996年6月28-30日                                      | アナハイム・マリオット・ホテル アナハイム・コンベンション・センター カリフォルニア州アナハイム   | 2,918人                   | 庵野秀明、林宏樹、石黒昇、川尻善昭、北爪宏幸、松本零士、西久保利彦、小倉宏昌、大畑晃一、折笠愛、押井守、ジャン・スコット・フライザー、高田由美、園田健一 |
| 1997年7月4-6日                                        | ロサンゼルス空港・ヒルトン カリフォルニア州ロサンゼルス                                          | 3,826人                   | |
| 1998年7月3-5日                                        | アナハイム・ヒルトン・タワーズ カリフォルニア州アナハイム                                        | 4,883人                   | 明貴美加、神谷明、北久保弘之、内藤泰弘、高橋信之、渡瀬悠宇、吉松孝博 |
| 1999年7月16-18日                                      | アナハイム・ヒルトン・タワーズ カリフォルニア州アナハイム                                        | 6,400人                   | 明貴美加、飯島真理、菅野よう子、松下浩美、リサ・オーティズ、ギレス・ポイトラス |
| 2000年6月30日-7月3日                                  | ディズニーランド・ホテル カリフォルニア州アナハイム                                              | 9,700人                   | 深見梨加、後藤圭二、幾原邦彦、石黒昇、神谷明、菊川幸夫、前田真宏、箕輪豊、村田蓮爾、中澤一登、内藤泰弘、さいとうちほ、渡瀬悠宇、結城信輝 |
| 2001年7月5-8日                                        | ロングビーチ・コンベンション・センター カリフォルニア州ロングビーチ                              | 13,000人                  | 阿部永、浅香守生、麻宮騎亜、ジョー・チェン、小島正幸、井上喜久子、松原秀典、美樹本晴彦、うのまこと、渡瀬悠宇 |
| 2002年7月4-7日                                        | ロングビーチ・コンベンション・センター カリフォルニア州ロングビーチ                              | 15,250人                  | ジョー・チェン、合田浩章、北条司、幾原邦彦、井上博明、石田燿子、石黒昇、石浜真史、神谷明、河森正治、川村万梨阿、菊川幸夫、倉田英之、真下耕一、舛成孝二、松原秀典、村田俊治、能登麻美子、PUFFY、和月伸宏、山崎たくみ |
| 2002年8月31日-9月2日                                  | マリオット・ニューヨーク・マーキス ニューヨーク州ニューヨーク                                    | 5,500人                   | 大地丙太郎、石黒昇、菅野よう子、川元利浩、小山高生、真木太郎、杉浦幸次、竹内敦志、富野由悠季、渡辺信一郎 |
| 2003年7月3-6日                                        | アナハイム・コンベンション・センター カリフォルニア州アナハイム                                  | 17,000人                  | 安倍吉俊、赤根和樹、デュエルジュエル、レベッカ・フォースダット、クリスピン・フリーマン、古橋一浩、本郷みつる、タリエシン・ジャフェ、梶浦由記、黒田洋介、前田真宏、中嶋敦子、リアム・オーブリエン、六道神士、谷口悟朗、渡辺美佐、矢尾一樹、結城信輝 |
| 2004年1月16-18日                                      | 池袋サンシャインコンベンションセンター 日本・東京                                                | 4,919人                   | 會川昇、赤松健、あろひろし、クリスピン・フリーマン、フレッド・ギャラガー、長谷川裕一、ひじりさき、氷川竜介、今石洋之、今井トゥーンズ、今掛勇、いのまたむつみ、石黒昇、石川光久、伊東岳彦、出渕裕、川元利浩、北爪宏幸、児玉さとみ、釘宮理恵、串田アキラ、望月智充、MIQ、長澤奈央、ネギシヒロシ、西尾鉄也、沖浦啓之、朴璐美、高田明美、環望、植田佳奈、UNDER17、米澤嘉博、芳村れいな |
| 2004年6月2-5日                                        | アナハイム・コンベンション・センター カリフォルニア州アナハイム                                  | 25,000人                  | 千明孝一、ケイト・デビス、平田宏美、石田燿子、石浜真史、木村真一郎、倉田英之、李命進、ウェンディー・リー、マイケル・リンジー、丸山正雄、筱雅律、舛成孝二、松倉友二、MIQ、ムラオミノル、村田蓮爾、村田俊治、西村聡、野村和史、落越友則、武論尊、大河内一楼、小沢カオル、尾澤直志、シンディ・ロビンソン、ミシェル・ラフ、桜美かつし、佐野総一郎、キャリー・サベージ、関智一、宇佐美廉、シンディ・ヤマウチ、芳村れいな |
| 2005年7月1-4日                                        | アナハイム・コンベンション・センター カリフォルニア州アナハイム                                  | 33,000人                  | ハンター・マッケンジー・オースティン、グレッグ・アイレス、JB・ブランク、ジョニー・ヨング・ボッシュ、コリーン・クリンケンビアード、シオブハン・フリン、クリスピン・フリーマン、白亜右月、レイチェル・ハースフィールド、堀川りょう、北久保弘之、小林治、小林常夫、KOTOKO、サラ・ラーティ、ワンデー・リー、村田蓮爾、リアム・オーブリエン、逢坂浩司、坂本真綾、キャリー・サベージ、関智一、下笠美穂、J・D・ストーン、ヘレナ・テイラー、ワンデー・トムソン、山本和枝、山下明彦 |
| 2006年7月1-4日                                        | アナハイム・コンベンション・センター カリフォルニア州アナハイム                                  | 40,647人                  | ローラ・バイレー、CLAMP、クリスピン・フリーマン、古谷徹、石黒昇、出渕裕、こげどんぼ*、京田知己、Mana、ヴィック・ミニョーニャ、水島精二、長濱博史、中嶋敦子、竹内未来、yozuca* |
| 2007年6月29日-7月2日                                  | ロングビーチ・コンベンション・センター カリフォルニア州ロングビーチ                              | 41,671人                  | 荒木哲郎、マイケル・アリアス、グレッグ・アイレス、ローラ・ベイリー、スティーブ・ブルーム、ジョニー・ヨング・ボッシュ、茅原実里、レア・クラーク、コリーン・クリンケンベアード、ジャスティン・クック、ケイトリン・グラス、後藤邑子、ケイト・ヒギンス、平野綾、稲村優奈、井上栄作、石川智晶、タリエシン・ジャフェ、神奈木智、勝股英夫、木谷高明、北尾勝、マイク・マクファーランド、メアリー・エリザベス・マクグリン、桃井はるこ、森田修平、長濱博史、菜の花すみれ、落越友則、トニー・オリバー、オレスカバンド、ケイト・オキシレー、尾崎隆晴、ブリナ・パレンシア、オリオン・ピッツ、ブランドン・ポッター、佐藤大、savage genius、パトリック・セイズ、ステファニー・シェー、土屋アンナ、宇田鋼之介、トラビス・ウィリングハム |
| 2008年7月3-6日                                        | ロサンゼルス・コンベンション・センター ノキア・シアター カリフォルニア州ロサンゼルス             | 43,000人                  | ヤミラ・アブラハム、安藤正浩、絶対領域少女。加藤彩音、グレッグ・アイレス、キャメロン・バイティ、マイク・ファソロ、FullMooN.13、GaGaalinG、デイビット・ヘイター、日高政光、石田燿子、樹海、加藤裕美、菊地秀行、くろ、LM.C、クリス・メニー、ジャナサン・メザ、ヴィック・ミニョーニャ、ジェイソン・C・ミラー、ジェーネット・モファット、中川翔子、トニー・オリバー、le Peruggine、リク、ロム・ルート、坂本佳栄子、パトリック・セイズ、関俊彦、ケビン・シーニック、高田明美、鷹木骰子、Thee Out Mods、VelBet、トラビス・ウィウィングハム |
| 2009年7月2-5日                                        | ロサンゼルス・コンベンション・センター カリフォルニア州ロサンゼルス                              | 44,000人 （109,000人）    | ヤミラ・アブラハム、セス・グリーン、モーニング娘。、つんく♂、auncia、今石洋之、錦織敦史、石渡太輔、森利道、森川智之、内藤泰弘、西村聡、水島精二、HANGRY&ANGRY、カリ・ウォールグレン、ロバート・アクセルロッド、スティーブ・カーデナス、ウォルター・エマニュエル・ジョーンス、キャサリン・サザーランド、バーバラ・グッドソン、ナキア・ブリーズ、ブレイク・フォスター、パトリシア・ジャ・リー、セルウィン・ウォード、ロジャー・ベラスコ、ダン・サウスワース、セリーナ・ヴィンセント、レッジー・ロル、エイミー・ミラー、ブランドン・ジェイ・マクラレン、モニカ・メイ、ヴィック・ミニョーニャ、Moi dix Mois Satsuki,、砂月、浅葉智                                                                                          |
| 2010年7月1-4日                                        | ロサンゼルス・コンベンション・センター ノキア・シアター カリフォルニア州ロサンゼルス             | （105,000人）             | 浅川悠、カイル・エベール、SOPHIA、川元利浩、ワタナベシンイチ、DJチャッキー、M-Project、m1dy、GUHROOVY、NO+CHIN、DJ Schwarzenegger、神山健治、中村悟、石井朋彦、小西克幸、AKB48、MELL、広江礼威、May'n、中島愛、菅野よう子（サプライズゲスト）、堀江由衣、ダニー・チュー、喜多村英梨、BENI、RSP、森田成一、相武紗季、「キサラギ」のキャスト、今村ねずみ、浅利陽介、碓井将大、中山祐一朗、ヴィック・ミニョーニャ、ジョニー・ヨング・ボッシュ、クリスティーナ・ヴィー、ジェイソン・ミラー |
| 2011年7月1-4日 （20周年記念－“イヤー・オブ・ファン”） | ロサンゼルス・コンベンション・センター ノキア・シアター カリフォルニア州ロサンゼルス             | 47,000人 （128,000人）    | ヴィック・ミニョーニャ、ダニー・チュー、Kalafina、初音ミク、新川宗平、安藝貴範、沢城みゆき、サウザンド・パウンズ・アクション・カンパニー、菅野健太、平野勝之、黒崎真音、寺嶋一弥、フレッド・ギャラガー、伊藤博之、佐々木渉、いとくとら、愛川こずえ、マァム、CoCo、ゆずき、福岡俊弘、小林オニキス、NIRGILIS、水島精二、森川智之、タリエシン・ジャフェ、ステファニー・ヤネズ、クリスティーナ・ヴィー、リチャード・エプカー、小坂崇氣、荒木哲郎、田中将賀、橋本健太郎（マッドハウス） |
| 2012年6月29日-7月2日                                  | ロサンゼルス・コンベンション・センター カリフォルニア州ロサンゼルス                              | 49,400人 （130,000人）    | LiSA、スティーブ・ブルーム、ダニー・チュー、ジェイミー・マーチ、アニメタルUSA、サイリル・ランボーイ、Gallery of Fantastic Art（GoFa）：冬目景、村田蓮爾、まつもと泉；梶浦由記、FictionJunction、モニカ・ライアル、栗林みな実、ayami、吉宗鋼紀、サウンザンド・ポウンズ・アクション・カンパニー、青木美沙子、岡本信彦、佐藤竜雄、堀川りょう、ジェシカ・ニギリ、あおきえい、近藤光、小山力也、浅香守生、濱田邦彦、角木卓哉、イアン・シンクラー、ジョエル・マクドナルド、高橋信之、カイル・ハーバート、サクラガールズ |
| 2013年7月4-7日                                        | ロサンゼルス・コンベンション・センター カリフォルニア州ロサンゼルス                              | 61,000人 （161,000人）    | エリック・バレ、カイル・エベール、クリストファー・サバット、ジョニー・ヨング・ボッシュ、Eyeshine、Starmarie |
| 2014年7月3–6日                                        | ロサンゼルス・コンベンション・センター カリフォルニア州ロサンゼルス                              | 80,000人 （220,000人）    | 藍井エイル, リンダ・バランタイン, ソーニャ・ベロウソーヴァ |
| 2015年7月2–5日                                        | ロサンゼルス・コンベンション・センター カリフォルニア州ロサンゼルス                              | 90,500人 （260,700人）    | |
| 2016年7月1–4日                                        | ロサンゼルス・コンベンション・センター カリフォルニア州ロサンゼルス                              | 100,420人 （304,799人）   | |
| 2017年7月1–4日                                        | ロサンゼルス・コンベンション・センター カリフォルニア州ロサンゼルス                              | 107,658人 （357,178人）   | |
| 2018年7月5–8日                                        | ロサンゼルス・コンベンション・センター カリフォルニア州ロサンゼルス                              | 110,000人 （350,000人）   | |
| 2019年7月4–7日                                        | ロサンゼルス・コンベンション・センター カリフォルニア州ロサンゼルス                              | 115,000人 （350,000人＋） | |
| 2020年7月4–5日                                        | オンライン開催                                                                                   | –                         | |
| 2021年7月3–4日                                        | オンライン開催                                                                                   | –                         | |
| 2022年7月1–4日                                        | ロサンゼルス・コンベンション・センター カリフォルニア州ロサンゼルス                              |                           | |

### その他のアニメ・エキスポ
SPJAはカリフォルニア州外で二度コンベンションを主催したことがある：2002年アニメ・エキスポ・ニューヨークと2004年アニメ・エキスポ・トーキョー

#### アニメ・エキスポ・ニューヨーク
アニメ・エキスポ・ニューヨーク（AXNY）は2002年にニューヨーク州ニューヨークで主催された。イベントは元々はセントラル・パーク・メディアやビッグ・アップル・アニメ・フェス（BAAF）との共同イベントとして行われた。同じ時間枠、会場にてBAAFは映画上映会、アニメ・エキスポ・ニューヨークはコンベンションを開催。両方のイベントのプログラムガイドには共通の著名人ゲストなどの名前が挙がった。SPJAはカリフォルニア州以外でもイベントを主催できるということを立証したかった。このイベントは後に2004年、日本の東京で行われたアニメ・エキスポ・トーキョーの先駆けとなる。SPJAは2004年以降カリフォルニア州以外でイベントは開催していない。

#### アニメ・エキスポ・トーキョー
アニメ・エキスポ・トーキョー（AX Tokyo）は2004年、日本、東京・池袋サンシャイン・コンベンション・センターにて開催された。厳密にはSPJAによって主催されたイベントではなく、SPJAのサポートにより特定非営利活動法人SF国際交流会（www.jasfic.or.jp）（JASFIC）によって行われた。JASFICはアニメ・エキスポ・トーキョーで二つのゴールがあった。一つ目のゴールは日本でアニメに関する非組織的団体支援のコンベンションを始めること、二つ目のゴールは世界SF大会（ワールドコン）の主催者に海外からのお客さんも惹きつけられるようなコンベンションに見合う会場が日本にもあるということを示すことであった。アニメ・エキスポ・トーキョーは一回のみとなってしまったが、JASFICは2007年に無事第65回世界SF大会を日本で開催することに成功した。
アニメ・エキスポ・トーキョーは数名直前のゲストのキャンセルがあったものの、赤松健、MiQ、Under17、田母神慈宏などの人気ゲストを40人以上招待した。アニメ・エキスポ・トーキョーはウェブコミック・アーティストのフレッド・ギャラガーや声優のクリスピン・フリーマンなど、初めてアメリカのアニメ業界からの正式なゲストを招待したアニメイベントともなった。
アニメ・エキスポ・トーキョーの参加者は4,249人と及んだが約300人はこのイベントのために海外から駆けつけた参加者だった。更に参加した240人のプレスの中、40人は海外のプレスである。他にも430人は販売業者やゲスト、スタッフとなる。

#### サウジ・アニメエクスポ
サウジアラビアで開催されたもの。サウジ・アニメエクスポ（SAUDI ANIME EXPO）は2019年に第一回が開催された。過去の開催はいずれも、主催はサウジアラビア王国政府エンターテインメント省（GEA）及びSELA、場所はリヤドフロント。
厳格で復古主義的なイスラム教ワッハーブ派のサウジアラビアにおいて開催された背景には、サルマン国王時代に掲げた経済改革策「サウジビジョン2030」の産業多角化の一つにアニメや漫画・テレビゲームといった娯楽産業が含まれた事や、ゲームやアニメ好きのムハンマド皇太子によって厳しい戒律が徐々に緩和された事が理由として挙げられる。
- 第一回　2019年11月14日～16日　出展４１社[37]
- 第二回　2022年10月27日～29日[38]

## 組織構成
アニメ・エキスポを主催する日本アニメーション振興会（SPJA）は政府、州によって公認された501(c)(6)非営利団体である。SPJAのスタッフはいくつかの部署にわかれる：アニメ・エキスポ、人事部、財務部、営業部、技術部など。エンターテイメントと事業部門は更に分業化される。エンターテイメントはAV技術、接客、イベント・プログラム、事業部門は展示場ホールや施設を担当するものによってわけられる。2011年ではアニメ・エキスポを運営するのに10人の従業員と750人以上のスタッフやボランティアがいた。
アニメ・エキスポは主にボランティアにより成り立っているが、SPJAには年間を通してイベントを運営する有給の仕事もある。それらの役職には最高経営責任者、エンターテイメント部長、財務部長、人事部長などが挙がる。またSPJAは営業、管理職、法的弁護の専門家も雇っている。
2009年3月27日、トゥルーリー・カラハシが11年間アニメ・エキスポとSPJAの最高経営責任者を務めた後辞任した。
2009年9月、元ユニバーサル・スタジオ幹部のマイケル・ラッタンツィオがSPJAの新しい最高経営責任者として任命される。
2010年1月にはアニメ・エキスポの上層部（コンコム）8人により異なる理想論や和解し難い不和からマイケルはSPJAの希望により解任すると発表。マイケルが2004年からこの団体が親しい関係を築いてきたPRや営業の請負業者の突然の解雇から始め、SPJAのマーケティングを徹底的に再編成しようとしたことが原因である。更に副会長と過去にチームに在籍し戻ってきた二名を残し、他にも二人他の理由で団体を去った。
2010年9月、マイケル・ラッタンツィオは最高経営責任を辞任。会長であったマーク・ペレスが代理最高経営責任となり、2011年8月に正式に会長の座を降り、最高経営責任として任命された。

## 備考
- 2009年のイベントでSPJAのチャリティーオークションで集まった29,000ドル（約270万円）はオレンジ・カウンティ小児科医院に寄付された、と2009年7月5日のクロージング・セレモニーで報告された。
- メインでもあるマスカレードイベントは立見席限定で7,200席以上ある
- 2010年の延べ人数は105,000人を記録したが、2009年の参加者延べ人数、109,000と比べるとアニメ・エキスポで始まって以来二回目の減少であった。
- アニメ・エキスポ20周年記念は2011年に祝福された。
- 2011年7月4日－　SPJAチャリティーオークションにより約30,000ドル（約280万円）を日本赤十字社に災害救助支援として寄付された。